# Norwegisches Sägewerkmuseum

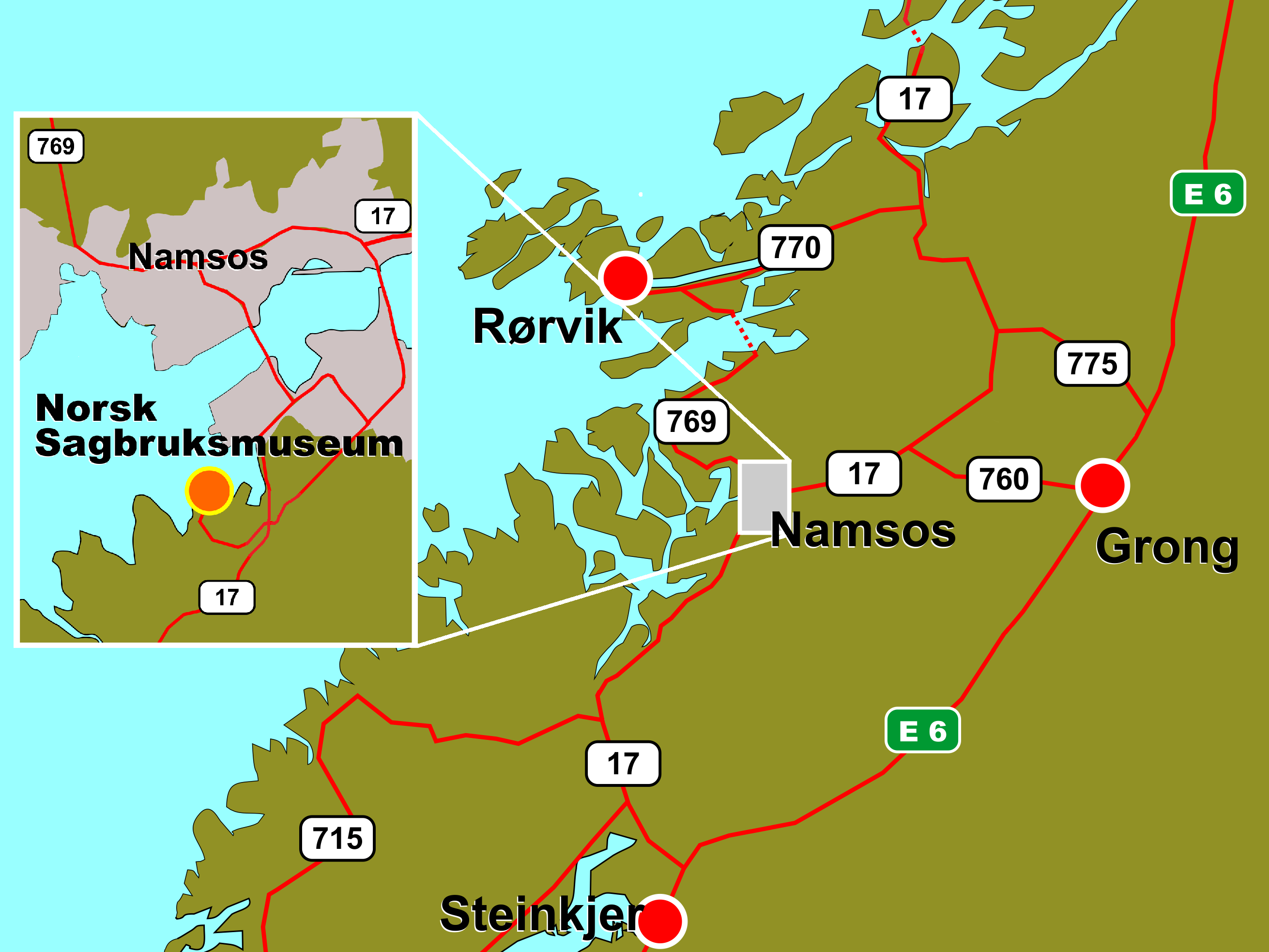
Das Norwegische Sägewerkmuseum in Spillum, südlich von Namsos

Das Norwegische Sägewerkmuseum (norwegisch Norsk Sagbruksmuseum) ist ein Museum in Spillum, südlich von Namsos im Fylke Trøndelag.
Das Museum wurde im Jahr 1991 im stillgelegten Sägewerk Spillum Dampsag & Høvleri eröffnet und hat den Status eines technisch-industriellen Kulturdenkmals. Es ist neben dem Norveg, dem Namdalsmuseet und der Nord-Trøndelag Fylkesgalleri eine der vier Abteilungen des Namdalener Regionsmuseums Museet Midt IKS. Das Norwegische Sägewerkmuseum verfügt über einen Stab von 11 Mitarbeitern. Zur Einrichtung gehört neben dem historischen Sägewerk auch das denkmalgeschützte Schiff MB Hauka und eine Sammlung von Einrichtungsgegenständen von Sägewerken aus großen Teilen des Landes.

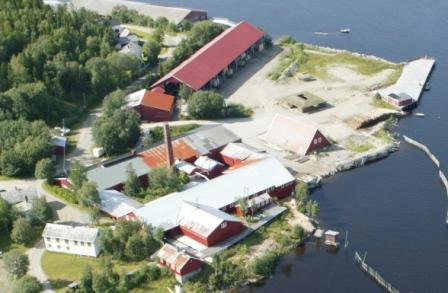
Das Norwegische Sägewerkmuseum, Spillum Dampsag & Hovleri.
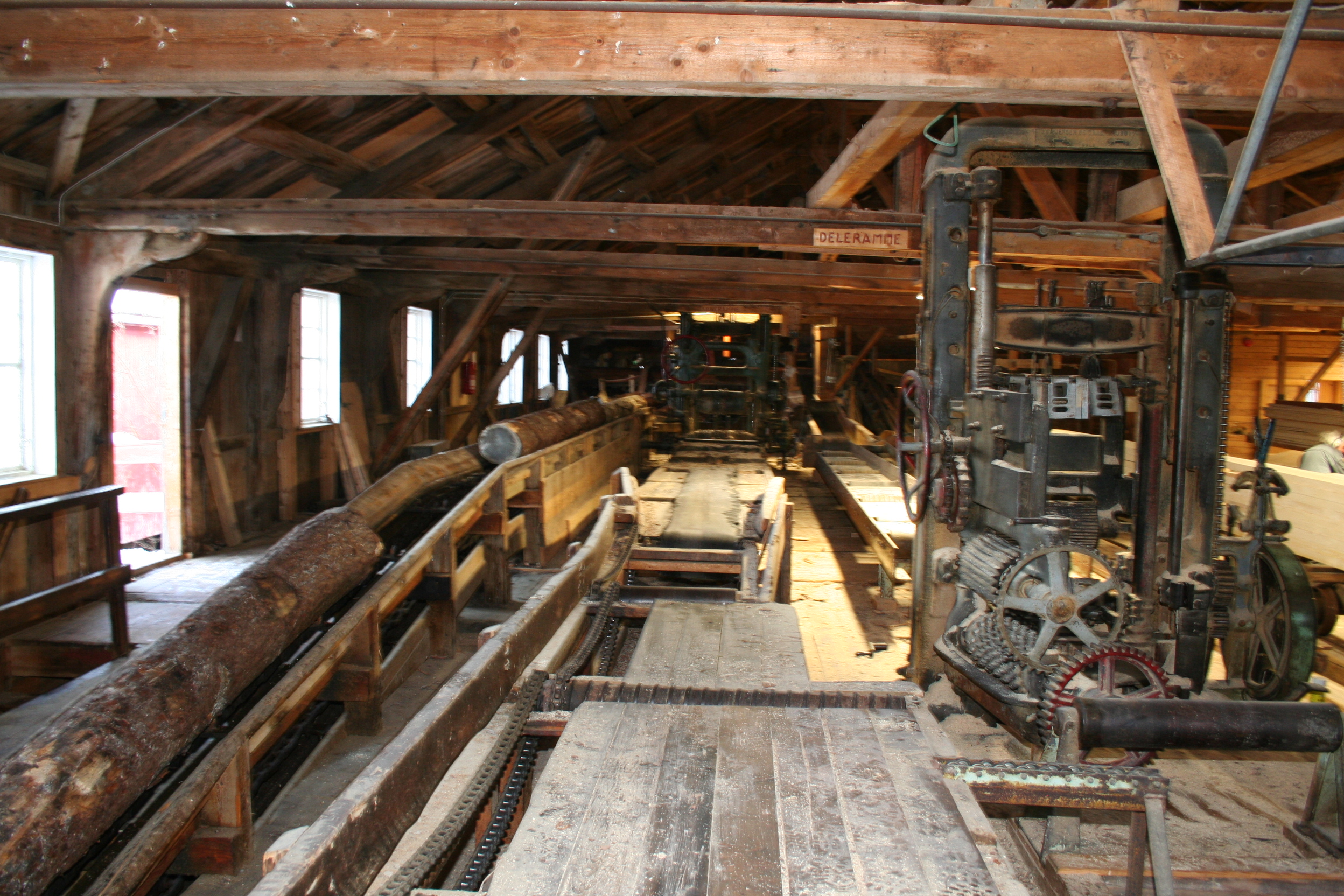
Produktionsraum des Sägewerks Spillum Dampsag & Høvleri